# Barchel
Barchel es una aldea con aproximadamente 700 habitantes y está situada en el norte de Alemania, en Baja Sajonia, concretamente entre Bremen y Stade. Probablemente Barchel fue fundado ya en el año 1400.

## Política
En 1974 fue incluido en una región más grande y le fue cambiado el nombre por "Oerel Ortsteil Barchel" (Oerel barrio Barchel), que es parte del municipio "Samtgemeinde Geestequelle".
Los habitantes de Oerel aportan el ayuntamiento y la iglesia y Barchel una piscina municipal no cubierta. Además cada uno de Oerel y Barchel tiene un club de tiro al blanco y una asociación de bomberos voluntarios.

## Economía
La gente se ocupa del futuro de Barchel. Hace algunos años había tres tiendas de ultramarinos que se llamaban Mahler, Steffen y Mügge. Sin embargo, hoy en día no queda ninguna y toda la gente tiene que ir hasta Oerel o hasta otras ciudades próximas como Bremervörde para hacer las compras.
Había dos tascas, Potts Gaststätte y Steffen de las cuales, Steffen tenía un salón para bodas y otras celebraciones. Ahora todavía queda “Die Mühle”, la cual marcha bien.
El banco popular también está cerrado y varios campesinos han dejado la agricultura. Las únicas empresas nuevas son una escuela de conducir y un taller de coches. Además hay una empresa del sector sanitario y algunas empresas de una persona. El empleador más importante en el pueblo es la empresa de transporte "Fromm".
Pero hay también esperanza. El nuevo barrio al lado de la antigua estación de trenes crece continuamente. Además hay planes para construir la A22, una autopista que va a mejorar la situación de tráfico. Lamentablemente, la construcción va a demorarse al menos hasta el año 2015.